# Oscar Højlund
Oscar Højlund, né le 4 janvier 2005 à Copenhague au Danemark, est un footballeur danois qui joue au poste de milieu central à l'Eintracht Francfort.

## Biographie

### En club
Né au Danemark, Oscar Højlund commence le football au Hørsholm-Usserød, club partenaire du FC Copenhague, qu'il rejoint ensuite pour faire sa formation. Le 22 décembre 2021, il prolonge son contrat jusqu'en décembre 2024 avec le FC Copenhague.
Højlund joue son premier match en professionnel lors d'une rencontre de championnat face au Lyngby BK. Il entre en jeu et son équipe s'impose par deux buts à un,,.
Le 2 août 2023, il joue son premier match de Ligue des champions contre le Breiðablik Kópavogur. Il entre en jeu et son équipe l'emporte par six buts à trois.
Le 2 septembre 2023, Oscar Højlund est promu définitivement en équipe première.
Le 10 juillet 2024, Oscar Højlund rejoint l'Allemagne en s'engageant en faveur de l'Eintracht Francfort. Il signe un contrat de cinq ans, soit jusqu'en juin 2029.

### En sélection
Oscar Højlund représente l'équipe du Danemark des moins de 18 ans. Il joue son premier match contre la Norvège le 24 septembre 2022. Il entre en jeu et son équipe s'impose (2-0 score final).

## Vie privée
Oscar Højlund est le frère de Rasmus Højlund et a aussi un frère jumeau, Emil Højlund, qui tous les deux sont également footballeurs.